# Karádi-díj
A Karádi-díj az év kiemelkedő magyar artistájának odaítélt díj.

## Története
A Nemzeti Cirkuszművészeti Központ Karádi Béla végakaratának megfelelően, elismerve és tiszteletben tartva munkásságát 2021. augusztus 10-én megalapította a Tihany életműdíj és a Porond Ifjú Csillaga díjakkal egyenrangú Karádi-díjat, amelyet minden évben augusztusban egy díszelőadás keretében az év kiemelkedő magyar artistájának ad át.
A Nemzeti Cirkuszművészeti Központ által felkért – a magyar artista társadalom legkiválóbb művészeiből álló – öt tagú zsűri tesz javaslatot az adott évben kiemelkedő művészi munkát végző magyar artistaművészekre. A jelölés során az alábbi szempontokat kell figyelembe venniük: az adott évben elért művészi teljesítményt, valamint a megkérdőjelezhetetlen, példa értékű közösségi és magánéletet.
A díjazott személyéről a magyar artista szakma dönt. Az öt legtöbb jelölést kapó artistaművészre a Nemzeti Cirkuszművészeti Központ által kibocsátott Cirkuszművészeti Szakmai Kártya birtokosok szavazhatnak online, a Fővárosi Nagycirkusz honlapján elhelyezett szavazólapon, a nomináltak bejelentésétől számított öt napig. Minden szavazásra jogosult az öt jelölt közül egy artistaművészt választhat. A díjazott ünnepi gálaelőadás keretében nyilvánosan kapja meg a Karádi-díjat.
Karádi Béla a Magyar Cirkusz és Varieté Vállalat művészeti vezetője volt 1965-től 1982-ig, kiemelkedő érdemei voltak az 1971-ben újjáépített Fővárosi Nagycirkusz újraindulásában. Karádi Béla 2016. május 25-én hunyt el, örökös nélkül. Végrendeletében arról rendelkezett, hogy a Nemzeti Cirkuszművészeti Központ a ráeső örökségből díjat alapítson.

## Díjazottak
- 2021: Nagy Ferenc (Rolling Wheel)[1]
- 2022: Dittmár Laido[2]
- 2023: ifj. Nagy Lajos „Nereus”
- 2024: Hrisafis Gábor